# قلعه ظهرآباد خاک تپه
قلعه ظهرآباد خاک تپه مربوط به دوران‌های تاریخی پس از اسلام است و در شهرستان گرمسار، روستای خاک تپه واقع شده و این اثر در تاریخ ۲۵ خرداد ۱۳۸۱ با شمارهٔ ثبت ۵۸۰۹ به‌عنوان یکی از آثار ملی ایران به ثبت رسیده است.